# Hà Tây (tỉnh)
Hà Tây là một tỉnh cũ thuộc vùng Đồng bằng sông Hồng, Việt Nam, từng tồn tại trong 2 giai đoạn: 1965–1976 và 1991–2008.
Vào ngày 1 tháng 8 năm 2008, toàn bộ diện tích và dân số của tỉnh Hà Tây được sáp nhập vào thủ đô Hà Nội và như vậy tỉnh này không còn tồn tại nữa.

## Địa lý
Địa bàn tỉnh Hà Tây cũ tương ứng với khu vực phía tây và phía nam thành phố Hà Nội hiện nay. Trung tâm hành chính của tỉnh là thành phố Hà Đông (nay là quận Hà Đông) nằm cách trung tâm Hà Nội cũ khoảng 10 km về phía tây nam.
Tỉnh Hà Tây có vị trí địa lý: 
- Phía đông giáp thành phố Hà Nội và tỉnh Hưng Yên
- Phía tây giáp tỉnh Hòa Bình và tỉnh Phú Thọ
- Phía nam giáp tỉnh Hà Nam
- Phía bắc tỉnh Vĩnh Phúc.

Trước khi giải thể vào năm 2008, tỉnh có diện tích 2.193,41 km², dân số là 2.568.007 người, mật độ dân số đạt 1.171 người/km².

## Lịch sử
Tỉnh Hà Tây được thành lập vào ngày 21 tháng 3 năm 1965 theo Quyết định số 103-NQ-TVQH của Ủy ban Thường vụ Quốc hội trên cơ sở sáp nhập 2 tỉnh Sơn Tây và Hà Đông. Trước đó, tỉnh Sơn Tây bao gồm thị xã Sơn Tây và 6 huyện: Bất Bạt, Phúc Thọ, Quảng Oai, Quốc Oai, Thạch Thất, Tùng Thiện; tỉnh Hà Đông gồm thị xã Hà Đông và 8 huyện: Chương Mỹ, Đan Phượng, Hoài Đức, Mỹ Đức, Phú Xuyên, Thanh Oai, Thường Tín, Ứng Hòa.
Khi hợp nhất, tỉnh Hà Tây gồm 2 thị xã: Hà Đông (tỉnh lỵ), Sơn Tây và 14 huyện: Bất Bạt, Chương Mỹ, Đan Phượng, Hoài Đức, Mỹ Đức, Phú Xuyên, Phúc Thọ, Ba Vì, Quốc Oai, Thạch Thất, Thanh Oai, Thường Tín, Tùng Thiện, Ứng Hòa.
Ngày 26 tháng 7 năm 1968, hợp nhất 3 huyện Bất Bạt, Quảng Oai và Tùng Thiện thành huyện Ba Vì.
Ngày 27 tháng 12 năm 1975, tỉnh Hà Tây hợp nhất với tỉnh Hòa Bình thành tỉnh Hà Sơn Bình (tức Hà Đông, Sơn Tây (2 thị xã chính của Hà Tây) và Hòa Bình). Ngày 14 tháng 12 năm 1978, cùng với 2 huyện Mê Linh, Sóc Sơn của tỉnh Vĩnh Phú (tức Vĩnh Phúc và Phú Thọ), 2 thị xã Sơn Tây, Hà Đông và các huyện Ba Vì, Phúc Thọ, Thạch Thất, Đan Phượng, Hoài Đức được sáp nhập vào thành phố Hà Nội. Tuy nhiên, trên thực tế thị xã Hà Đông vẫn tạm thời là tỉnh lỵ tỉnh Hà Sơn Bình.
Theo Nghị quyết của Quốc hội khóa VIII kỳ họp thứ 9 ngày 12 tháng 8 năm 1991, tỉnh Hà Sơn Bình được chia lại thành 2 tỉnh Hòa Bình và Hà Tây. Đồng thời, thị xã Sơn Tây và 5 huyện: Ba Vì, Phúc Thọ, Thạch Thất, Đan Phượng, Hoài Đức thuộc thành phố Hà Nội được chuyển về tỉnh Hà Tây (cùng thời điểm này, huyện Mê Linh của Hà Nội chuyển về tỉnh Vĩnh Phú (từ năm 1997 đến ngày 31 tháng 7 năm 2008 thuộc tỉnh Vĩnh Phúc) quản lý). Sau khi tái lập, tỉnh Hà Tây có 2.169 km² diện tích tự nhiên và 2.086.926 người với 14 đơn vị hành chính trực thuộc, gồm 2 thị xã: Hà Đông (tỉnh lỵ), Sơn Tây và 12 huyện: Ba Vì, Chương Mỹ, Đan Phượng, Hoài Đức, Mỹ Đức, Phú Xuyên, Phúc Thọ, Quốc Oai, Thạch Thất, Thanh Oai, Thường Tín, Ứng Hòa.
Ngày 27 tháng 12 năm 2006, Chính phủ ban hành Nghị định số 155/2006/NĐ-CP. Theo đó, thành lập thành phố Hà Đông trên cơ sở toàn bộ diện tích và dân số của thị xã Hà Đông. Ngày 2 tháng 8 năm 2007, Chính phủ ban hành Nghị định số 130/2007/NĐ-CP. Theo đó, thành lập thành phố Sơn Tây trên cơ sở toàn bộ diện tích và dân số của thị xã Sơn Tây.
Cuối tháng 7 năm 2008, tỉnh Hà Tây có 2 thành phố: Hà Đông (tỉnh lỵ), Sơn Tây và 12 huyện: Ba Vì, Chương Mỹ, Đan Phượng, Hoài Đức, Mỹ Đức, Phú Xuyên, Phúc Thọ, Quốc Oai, Thạch Thất, Thanh Oai, Thường Tín, Ứng Hòa.
Ngày 29 tháng 5 năm 2008, Quốc hội ban hành Nghị quyết số 15/2008/QH12 về việc điều chỉnh địa giới hành chính thành phố Hà Nội và một số tỉnh có liên quan (nghị quyết có hiệu lực từ ngày 1 tháng 8 năm 2008). Theo đó, hợp nhất toàn bộ 219.341,11 ha diện tích tự nhiên và 2.568.007 người của tỉnh Hà Tây, huyện Mê Linh của tỉnh Vĩnh Phúc và 4 xã Đông Xuân, Tiến Xuân, Yên Bình, Yên Trung thuộc huyện Lương Sơn, tỉnh Hòa Bình vào thành phố Hà Nội. Từ đó, tỉnh Hà Tây không còn tồn tại.
Ngày 8 tháng 5 năm 2009, thành phố Hà Đông trở thành quận Hà Đông, thành phố Sơn Tây bị hạ cấp xuống thành thị xã Sơn Tây. Đồng thời, địa giới các huyện Quốc Oai, Thạch Thất cũng được điều chỉnh lại, sáp nhập thêm 4 xã thuộc huyện Lương Sơn, tỉnh Hòa Bình.

## Kinh tế

### Thu nhập
Tổng sản phẩm (GDP) trong tỉnh năm 2001 ước đạt 14.900 tỷ đồng. Theo tài liệu  thì năm 2001 dân số toàn tỉnh Hà Tây là 2.432.000 người, do đó GDP/người là 434 USD, tương đương với 6.157.300 VNĐ
Cơ cấu kinh tế: 
- Tỷ trọng nông - lâm nghiệp: 36%
- Công nghiệp, xây dựng: 30%
- Dịch vụ là: 34%.

### Làng nghề
Hà Tây có trên 200 làng nghề với những sản phẩm đặc sắc và được nhiều người ưa chuộng như pháo Bình Đà, lụa Vạn Phúc, sơn mài - Duyên Thái, tiện gỗ - Nhị Khê, thêu - Quất Động, Nón Chuông, Quạt Vác, khảm trai Chuyên Mỹ, hàng mây tre Phú Vinh, đồ mộc Chàng Sơn, Sơn Đồng, may Trạch Xá, đàn Đào Xá, mộc Đại Nghiệp, tơ lưới Hà Thao, tò he Xuân La,...

## Văn hóa

### Bài hát
Bài hát Hà Tây quê lụa của Nhật Lai ra đời khi Không quân Hoa Kỳ tăng cường đánh phá miền Bắc Việt Nam với ca từ đẹp, giai điệu mượt mà đã trở nên nổi tiếng.

### Lễ hội

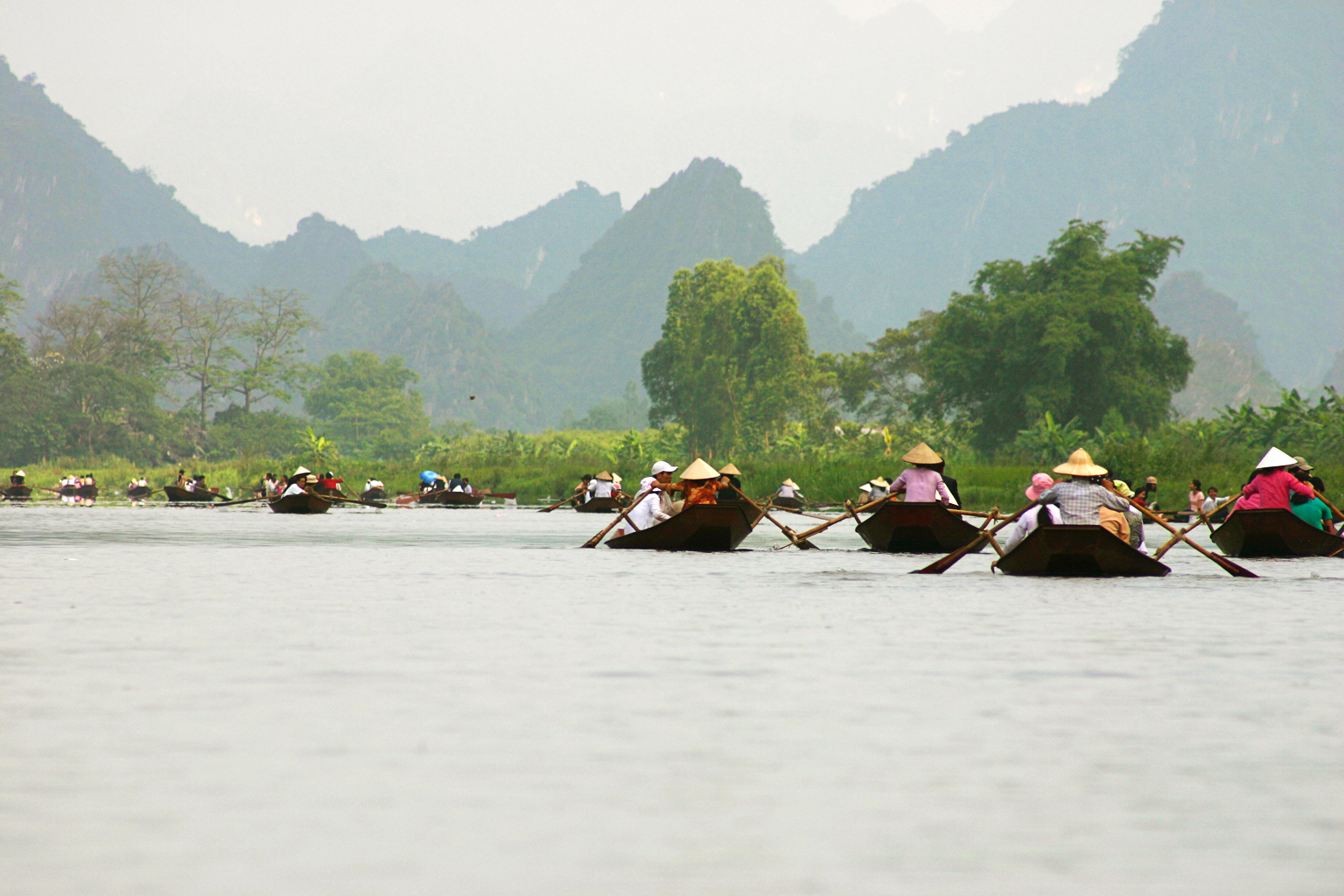
Tháng giêng trẩy hội chùa Hương

- Lễ hội chùa Hương (huyện Mỹ Đức) - lễ hội dài nhất Việt Nam (3 tháng, bắt đầu từ tháng 1 đến tháng 3 âm lịch) thu hút khoảng hàng triệu du khách mỗi năm
- Lễ hội Bình Đà - Di sản văn hóa phi vật thể quốc gia đầu tiên của thành phố Hà Nội - tưởng nhớ Đức Quốc tổ Lạc Long Quân và Linh Lang Đại Vương được tổ chức từ ngày 25 tháng 2 đến ngày mồng 6 tháng 3 âm lịch tại khu di tích quốc gia Đền Nội - Đình Ngoại Bình Đà xã Bình Minh, huyện Thanh Oai [10]
- Các lễ hội khác là hội chùa Thầy (huyện Quốc Oai) liên quan đến pháp sư Từ Đạo Hạnh, hội thả diều ở Bá Giang - Đan Phượng, hội chùa Tây Phương, hội chùa Đậu, hội Đền Và (Sơn Tây), hội đền Hát Môn (Phúc Thọ), chùa Bối Khê, chùa Trăm gian, chùa Mía (Sùng Nghiêm Tự), hội đền Thánh Tản Viên...
- Lễ hội Chử Đồng Tử (một trong 4 vị thánh Tứ Bất Tử của Việt Nam) được tổ chức từ ngày 30 đến 1 tháng 4 (âm lịch) hàng năm tại xã Tự Nhiên, huyện Thường Tín.
- Lễ hội hát Chèo tàu được tổ chức trong 7 ngày từ Rằm tháng giếng đến 21 tháng Giêng tại xã Tân Hội, huyện Đan Phượng.
- Lễ hội hát Dô tại huyện Quốc Oai cứ 36 năm mới được tổ chức một lần

### Du lịch
Hà Tây là tỉnh giàu tiềm năng du lịch. Với địa hình giao thoa giữa miền núi và đồng bằng, Hà Tây có nhiều hồ, suối và hang động. Ngoài ra, số lượng di tích lịch sử được công nhận ở Hà Tây chỉ đứng sau Hà Nội và thành phố Hồ Chí Minh.
Hà Tây là tỉnh có 2 trong số 21 khu du lịch quốc gia là:
- Quần thể danh thắng Chùa Hương
- Vườn quốc gia Ba Vì

Các địa điểm du lịch nổi tiếng khác gồm: 
- Đền Nội - Đình Ngoại Bình Đà thờ Đức Quốc tổ Lạc Long Quân, làng cổ Cự Đà
- Làng cổ Đường Lâm - Thành cổ Sơn Tây (chùa Mía, lăng Ngô Quyền, Phùng Hưng, Đền Và...)
- Núi Sài Sơn với Chùa Thầy, show Tinh hoa Bắc Bộ
- Chùa Tây Phương
- 5 ngôi đình nổi tiếng là di tích quốc gia đặc biệt gồm: Đình Tây Đằng, Đình So, Đình Chu Quyến, Đình Tường Phiêu và Đình Đại Phùng.
- Hồ Đồng Mô (Làng văn hoá các dân tộc Việt Nam...), Hồ Suối Hai, Hồ Quan Sơn...
- Đầm Long - Rừng Bằng Tạ
- Cổng sanh làng Văn Khê xã Tam Hưng huyện Thanh Oai
- Chùa Bối Khê xã Tam Hưng huyện Thanh Oai

### Sản vật
- Nón làng Chuông, quạt làng Vác, mũ lá Tân Ước (Thanh Oai)
- Lụa Vạn Phúc (Hà Đông)
- Giày da Phú Yên, cỏ tế Phú Túc, khảm trai Chuyên Mỹ (Phú Xuyên)
- Quạt Chàng Sơn (Thạch Thất)
- Dệt Phùng Xá (Mỹ Đức)
- Tranh thêu Quất Động, mộc cao cấp Vạn Điểm, hoa cây cảnh Vân Tảo (Thường Tín)
- Mây tre đan mỹ nghệ (Chương Mỹ)

### Ẩm thực
Dù đã sáp nhập vào thành phố Hà Nội từ năm 2008 nhưng vẫn còn đó ký ức về các đặc sản nổi tiếng xứ Đoài. Có thể kể đến như: nem Phùng, miến Cự Đà, giò chả Ước Lễ, bánh cuốn Vân Đình, kẹo lạc Đường Lâm, rau sắng Chùa Hương, cà dầm tương Tam Hiệp, bưởi thồ Bạch Hạ, sữa Ba Vì, tương Mông Phụ, kẹo lạc- kẹo dồi Cổ Hoàng, rượu Ngự Câu, khoai tây Thường Tín, miến rong Dương Liễu, gạo Khu Cháy, nhãn muộn Đại Thành (Quốc Oai Hà Tây), chè lam Thạch Xá, trứng Liên Châu, kẹo lạc Tháp Thượng, bánh giò, bún tươi Bích Hòa, rượu nếp Bá Giang, chè Long Phú, thịt chó Cao Xá, vịt nướng Vân Đình, bột sắn Minh Hồng, bánh tro Đắc Sở, rượu nếp Chi Nê, cơm lam Ba Vì, thịt chuột Canh Nậu, bánh nếp, mơ Hương Sơn, đậu phụ Trúng Đích, bánh tẻ Phúc Lâm, miến rong làng So, chuối Vân Nam, bánh giầy Quán Gánh, mạch nha Hoài Đức, gạo bồ nâu Thanh Văn, tò he Xuân La, miến rong Minh Khai, củ mài Hương Sơn, giò chả Hoàng Trung, rượu Trại Chiêu, giá đỗ Trung Châu, gà mía Sơn Tây, rau sắn nấu cá trê Thạch Thất, tương nếp Cự Đà, bún cá rô đồng, cau sấy Hạc Sơn, bánh đa nem Ngự Câu, cá mòi sông Hồng, bún tươi làng Bặt, men rượu Tân Độ, cháo se làng Hạ, bột sắn Hoài Đức, tiểu hổ Cự Đà, bánh đúc Kim Bài, chè Ba Trại, bánh khúc, bánh khoai, chè lam Đường Lâm, bánh cuốn Thanh Lương, nem Phượng, rau muống Linh Chiểu, bánh bác Giang Xá, bánh mứt kẹo La Phù, giò chả Thượng Hội, vịt cỏ Vân Đình, cải mào gà Hoài Đức, nem thính Cao Bộ, thịt quay đòn Sơn Tây, bún khô Minh Khai, chè củ mài Chùa Hương, cam Canh, cháo vịt Vân Đình, rượu nếp làng Mai, vật vờ sông Hồng, gà đồi Ba Vì, bún hến Phú Xuyên, bánh gai làng Giá, bánh tẻ Phú Nhi, chè kho Đại Đồng.

### Chiếng chèo xứ Đoài
Trong Tứ chiếng chèo đồng bằng sông Hồng thì Hà Tây là trung tâm của chiếng chèo Đoài (vùng đất gồm phần lớn tỉnh Hà Tây cũ, các tỉnh Phú Thọ, Vĩnh Phúc và một phần các tỉnh Tuyên Quang, Hòa Bình). Hà Tây là cái nôi chèo lớn của Việt Nam với những tên tuổi lớn của sân khấu chèo như NSND Tào Mạt, NSND Chu Văn Thức, NSND Diễm Lộc, NSND Khắc Tư, NSND Đoàn Thanh Bình, NSƯT Văn Chương, NSND Thu Huyền,...
Nghệ thuật chèo được hình thành từ thế kỷ 10 tại Kinh đô Hoa Lư (Ninh Bình) dưới thời nhà Đinh. Ưu bà Phạm Thị Trân đã truyền dạy nghệ thuật chèo cho cung nữ và quân lính. Sau đó chèo phát triển rộng ra lãnh thổ Đại Cồ Việt (vùng châu thổ Bắc Bộ và các tỉnh Thanh - Nghệ - Tĩnh trở ra). Vào thế kỷ 15, vua Lê Thánh Tông đã không cho phép biểu diễn chèo trong cung đình. Chèo trở về với nông dân, gắn liền với sinh hoạt đời sống, hội hè của người Việt.
Nghệ thuật chèo Đồng bằng sông Hồng trở thành cái nôi chèo với Tứ chiếng chèo Đông, Đoài, Nam, Bắc. Chiếng Chèo là những phường Chèo hoạt động trong một vùng văn hóa, địa lý nhất định. Phong trào hát chèo xưa phân vùng chèo châu thổ sông Hồng thành 4 chiếng chèo Đông, chèo Đoài, chèo Nam, chèo Bắc với kinh đô Thăng Long - Hà Nội  ở vị trí trung tâm. Mỗi chiếng có những "ngón nghề" riêng, kỹ thuật riêng, khó lưu truyền và phát triển ra đến bên ngoài do sự khác nhau trong phong cách nghệ thuật dựa trên cơ sở dân ca, dân vũ và văn hóa địa phương, chỉ người trong chiếng mới diễn được với nhau.
Hiện tại Hà Tây đã sáp nhập vào Hà Nội, nơi đây vẫn còn những vùng chèo tiêu biểu như Thạch Thất, Quốc Oai, Ba Vì, Sơn Tây, Thường Tín,...